# Wiktor Schwatschko
Wiktor Schwatschko (* 23. März 1948; russisch Виктор Швачко, englische Transkription Viktor Shvachko) ist ein ukrainischer Badmintonspieler. 

## Karriere
Wiktor Schwatschko gewann 1968 erstmals die nationalen Titelkämpfe in der Sowjetunion. Zwölf weitere Titel folgten bis 1982. Des Weiteren siegte er 1976 bei den Czechoslovakian International, 1977 beim  Internationalen Werner-Seelenbinder-Gedenkturnier in der DDR und 1982 bei den Austrian International.